# Isohypsibius dastychi
Isohypsibius dastychi är en djurart som tillhör fylumet trögkrypare, och som beskrevs av Pilato, Bertolani och Maria Grazia Binda 1982. Isohypsibius dastychi ingår i släktet Isohypsibius och familjen Hypsibiidae. Inga underarter finns listade i Catalogue of Life.